# Judeoárabe
Judeoárabe es el nombre genérico que se le da a los dialectos árabes utilizados por los judíos que viven o han vivido en los países arabófonos, para comunicarse entre sí.

## Evolución histórica
Los primeros testimonios escritos del uso del árabe por los judíos, con características específicas, datan del siglo IX, y llegan hasta nuestros días, en un ámbito casi tan amplio como el mundo árabe. Por tanto, existen componentes diacrónicos y sincrónicos a la hora de establecer las diferentes variedades de judeoárabe.
Los periodos históricos en que se divide el judeoárabe son:
- Judeoárabe primitivo (anterior al siglo X). Incluye textos con ortografía fonética, la mayor parte documentos privados egipcios del siglo IX.
- Judeoárabe clásico o juedoárabe medieval (siglos X-XV). Utiliza una ortografía arabizada y un árabe que va desde el clásico hasta el dialectal. Es el periodo de mayor esplendor literario, con obras de distintos géneros: traducciones y comentarios bíblicos, textos legales, filosofía, gramática, exégesis, obras científicas,[6] y también, cartas, facturas y libros de cuentas, recetas médicas, magia, anotaciones musicales, contratos matrimoniales y libros escolares.
- Judeoárabe tardío (siglos XVI-XX). Es la época donde aparecen elementos dialectales del árabe, y donde comienza la literatura de Šarḥ o traducción literal de textos sagrados del hebreo.[7] Se mantienen los estudios sobre literatura mística, poesía, derecho y exégesis bíblica y talmúdica.[8]
- Judeoárabe moderno (principios del siglo XX hasta la actualidad). Utiliza la lengua coloquial y la ortografía fonética. El judeoárabe mantiene una estructura más arcaica que los dialectos árabes que le rodean, y en los dialectos que no tienen una rica cultura literaria, solo de tipo epistolar, se evidencia que mientras la lengua oral es rica, la escrita solo es una colección de fórmulas y formas retóricas. El judeoárabe moderno conserva dos niveles diferentes: el cotidiano y el formal, y es este último el que utilizan para escribir el Šarḥ y la literatura folclórica y popular, manteniendo diferencias entre ellos en lexicología, fonología, morfología y sintaxis.[9] Los datos demográficos indican una emigración de la mayor parte de las comunidades a Israel y a otros países occidentales en los últimos 60 años,[10] debido al Conflicto árabe-israelí, provocando la desaparición progresiva de las comunidades judías en el mundo musulmán, y el peligro de desaparición de las variedades del judeoárabe.

## Características
Los rasgos que caracterizan el judeoárabe a nivel lingüístico son:
1. Utilización del alefato hebreo.[12] El significado religioso y cultural del alefato fue determinante, así como la educación elemental en hebreo en el medievo, y el desconocimiento o poca familiaridad con el alifato árabe. La transcripción del árabe con el alefato hebreo se ha hecho de dos formas:
  1. «Ortografía arabizada». Imitación del sistema ortográfico del árabe clásico, con la adopción de puntos diacríticos para representar todos los fonemas árabes o utilizando un alofon hebreo del fonema árabe. Este sistema lo siguieron durante todo el judeoárabe clásico.
  2. «Ortografía fonética». Transcripción fonética del árabe, en dos momentos históricos, durante el judeoárabe primitivo, la ortografía fonética propiamente dicha, y durante el judeoárabe tardío, llamada ortografía hebraizada.
2. Utilización del árabe medio.[13] Los escritos judeoárabes medievales utilizan el árabe medio, árabe clásico con elementos coloquiales o neo-árabe, que permiten estudiar el árabe dialectal, ya que los escritos propiamente árabes sacralizan el árabe clásico y no nos permiten apreciar la evolución del idioma.[14]
  1. «Alteración del uso del acento», con la caída de las vocales breves abiertas, la reducción de las largas finales y en el interior de palabra caen las vocales breves en sílabas abiertas átonas.[15]
  2. «Alteración de la estructura fonemática de las vocales». La cualidad de las vocales breves se hace variable, y las vocales largas no finales de sílabas abiertas se cierran a causa de la pérdida de la vocal que las seguía, y tienden a abreviarse. Los diptongos se monoptongan[16]
  3. «Cambio de la estructura consonántica» con la pérdida de la oclusión glotal.[16]
  4. «Caída de la terminación de caso y de modo verbal», provocada por la alteración del acento y por las influencias de otras lenguas.[16]
3. Pseudocorrecciones y pseudocorrecciones estandarizadas. En los escritos medievales aparecen las pseudocorrecciones, que son formas originadas para conseguir el máximo grado de corrección gramatical, aunque demuestran un conocimiento insuficiente del árabe clásico, y provocan una hipercorrección, utilizando una forma considerada más correcta en un contexto inadecuado, o una hipocorreccción, corrigiendo solo parcialmente un uso coloquial de la lengua. Muchas de estas formas gramaticales ya estaban estandarizadas en la época en que las utilizan o en los tipos de escritos donde aparecen.[15]
4. Préstamos léxicos del hebreo y del arameo. Del hebreo toman la terminología teológica, y del arameo la terminología de la literatura rabínica. Este léxico está adaptado a la gramática árabe por cuanto llevan el artículo determinado árabe, pero no siguen la morfología árabe pues conservan sus propios morfemas flexivos de género y número. En la traducción literal de textos sagrados o Šarḥ, la sintaxis árabe resulta alterada.
5. Peculiaridades fonológicas. Todas las variedades de judeoárabe conservan rasgos de los antiguos dialectos urbanos mientras el habla de los musulmanes está más influenciada por los dialectos beduinos. Las migraciones también afectan en las peculiaridades, como es el caso de los sefardíes cuando llegan al norte de África por la expulsión y se interrelacionan con las comunidades judías de allí.